# Tjäktjavagge
Tjäktjavagge, nordsamiska Čeakčavággi, är en dalgång i Kebnekaiseområdet i Kiruna och Gällivare kommuner i Norrbottens län. Dalgången är ungefär 3 mil lång och skiljer de höga topparna i Kebnekaisemassivet från fjällen kring Sälka, Stuor Rusjka och Sangartjåkka. Genom dalen rinner Tjäktjajåkka vars utlopp i Bajip Kaitumjaure utgör dalens sydligaste område. Tjäktjapasset är dess nordligaste samt högsta punkt (1136 m ö.h.) som även är den sydligaste och högsta punkten i dalen Alesvagge. Dalen löper längsmed många höga fjäll vars toppar brukar ligga långt över 1000 meter, däribland Sälka, Tuolpanjunnetjåkka, Tjäktjatjåkka, Kuopertjåkka och Sangartjåkka. Genom dalen, längsmed Tjäktjajåkka, går den populära Kungsleden. Ett stort antal dalar utgår från just Tjäktjavagge bland annat Kuopervagge, Kaskasavagge (från väster), Tjuhtjavagge och Stuor Räitavagge (från sydväst).